# Utrka s bikovima
Utrka s bikovima (španjolski encierro de toros, kraće encinerro) je španjolski običaj koji se održava u brojnim selima i u nekoliko gradova u Španjolskoj. 
Encinerro predstavlja trčanje pred bikovima, kravama ili juncima u određenim ulicama grada ili sela čiji su prilazi zatvoreni. 
Trčanje se na kraju završava ulaskom u koridu (arenu za borbu s bikovima). Za razliku od koride, u kojoj sudjeluju samo profesionalci, u enscinerru može sudjelovati svatko tko želi, i nema direktnog nasilja nad bikovima. Primjerice i vuča za rep nije dozvoljena. 
Najbolji trkači su oni koji uspiju trčati vrlo blizu bikov, bez da bi ih dodirrivali. Ozljede trkača i bikova su uobičajene i česte. Trkačima se obično događa da padnu u budu pregaženi od bikova, ili da ih bikovi nabodu, a bikovima se dogodi da kliznu i padnu, ili da im se zaglave kopita na loše prepločenim ulicama.
Ovaj običaj je nastao tako što su prilikom premještanja bikova iz polja do klaonica mladići uskakali među njih kako bi se dokazivali svoju hrabrost ili muškost. 
Na encierrima se obično odredi jedna ruta kroz grad kroz koju trka prolazi, a okolne ulice se zatvore. Obično se nastupa 6 bikova koji prije podne trče u encinerrima a poslije podne slijedi koridama.
Dozvoljena starost osoba za trčanje razlikuje se od grada do grada. Primjerice u San Sebastian de los Rejes dozvoljava se sudjelovanje osobama od 16 godina pa na više. Uglavno dozvoljeno je samo odraslim osobama sudjelovanje. 
Najpoznatiji encinerro je svakako Sanfermines koji se održava u Pamploni između 6. i 14. srpnja. Vrlo je poznat i encinerro u San Sebastanu de los Rejes, gradu koji je poznat kao "Mala Pamplona" (Pamplona chica) koji se slavi 28. kolovoza.

## Vanjske poveznice
- Guide, Fotografije i video filmovi  Arhivirana inačica izvorne stranice od 8. srpnja 2007. (Wayback Machine)
- Encinerro u Kampanaru, Valencia  Arhivirana inačica izvorne stranice od 15. lipnja 2007. (Wayback Machine)
- Galerija slika
- Vodič i slike  Arhivirana inačica izvorne stranice od 27. rujna 2007. (Wayback Machine)